# Ariela Barer
Ariela Barer, née le 14 octobre 1998, est une actrice américaine connue pour avoir joué le rôle de Gert Yorkes dans la série Runaways.

## Jeunesse
Les parents de Barer sont juifs, d'origine mexicaine. Sa sœur Libe Barer est également actrice. 

## Carrière
Ariela Barer a commencé à jouer à l'âge de trois ans, puis professionnellement dès ses neuf ans. Barer fait partie du groupe de rock indépendant The Love-Inns. Barer interprète le rôle de Gert Yorkes dans la série Runaways, dont la première saison a été diffusée pour la première fois par Hulu du 21 novembre 2017 au 9 janvier 2018. Barer a également joué le rôle de Carmen dans le sitcom Au fil des jours. 

## Vie privée
En novembre 2016, Barer fait son coming-out gay par une mise à jour de son statut sur Twitter, et son profil Instagram indique que ses pronoms sont « they/them  »,. 

## Filmographie

### Cinéma
| Année | Titre                   | Rôle            | Remarques     |
| ----- | ----------------------- | --------------- | ------------- |
| 2009  | Les Malheurs de Chrissa | Sonali Matthews | Vidéofilm     |
| 2009  | Stellina Blue           | Kamand          |               |
| 2011  | All Kids Count          | Maria           |               |
| 2017  | A Place I'd Like To Be  |                 | Court métrage |
| 2018  | Ladyworld               | Olivia          |               |
| 2022  | Sabotage                | Xochitl         |               |

### Télévision
| An        | Titre                                     | Rôle                            | Remarques                                             |
| --------- | ----------------------------------------- | ------------------------------- | ----------------------------------------------------- |
| 2007      | Yo Gabba Gabba!                           | Super Martian Robot Girl (voix) | Personnage récurrent                                  |
| 2008      | ER                                        | Jasmin Escalante                | Épisode: "La Vie après la mort"                       |
| 2008      | 90210 Beverly Hills : Nouvelle Génération | Rana Shirazi                    | Épisode: "La Guerre des ex"                           |
| 2009      | Valentine                                 | Wendy jeune                     | Épisode: "She's Gone"                                 |
| 2009      | Weeds                                     | Scout                           | Épisode: "Perro Insano"                               |
| 2011      | Keenan's Crush                            | Samantha                        | 4 épisodes                                            |
| 2012      | New Girl                                  | Cece jeune                      | 2 épisodes                                            |
| 2013      | King John                                 | Sofie                           | Téléfilm                                              |
| 2014      | Modern Family                             | Sophie                          | Épisode: "L'Âge de raison"                            |
| 2014      | C'est pas moi!                            | Megan                           | Épisode: "Autographe"                                 |
| 2014      | Gortimer Gibbon's Life on Normal Street   | Esther Pendragon                | Épisode: "Ranger and the Legend of Pendragon's Gavel" |
| 2015      | Liv et Maddie                             | Shayna                          | Épisode: "La victoire est à moi"                      |
| 2015      | Les Thundermans                           | Kylie                           | Épisode: "Mauvaises fréquentations"                   |
| 2016      | Agent K.C.                                | Alexis McCreery                 | Épisode: "Dans la peau de ma mère"                    |
| 2017      | Au fil des jours                          | Carmen                          | 4 épisodes                                            |
| 2017–2018 | Atypical                                  | Bailey Bennett                  | 7 épisodes                                            |
| 2017–2019 | Runaways                                  | Gertrude "Gert" Yorkes          | Personnage principal                                  |
| 2020      | Grey's Anatomy                            | Paula                           | Episode: "Life on Mars?"                              |
| 2025      | The Last of Us (série télévisée)          | Mel                             | Personnage récurrent                                  |